# Alessio Dionisi
Alessio Dionisi (Abbadia San Salvatore, Italia; 1 de abril de 1980) es un exfutbolista y entrenador italiano. Actualmente está sin club.
Como futbolista, se desempeñaba como defensa central, y pasó su carrera en clubes del ascenso italiano: Serie D, Serie C2 y una temporada en la Serie C1 con el Tritium.

## Trayectoria

### Como entrenador
Tras su retiro en 2014, comenzó su carrera como entrenador en el  Olginatese de la Serie D, su último club como futbolista. Entre 2015 y 2017 dirigió al Borgosesia y al Fiorenzuola en la temporada 2017-18, ambos clubes de la Serie D.
En 2018 aceptó el cargo de entrenador del Imolese de la cuarta división. Logró el segundo lugar ese año, y el club fue aceptado en la Serie C logrando un histórico tercer lugar en la división, el mejor registro en la historia del club. Perdió el ascenso en play-offs ante el Piacenza.
Su trabajo en Imolese logró su contratación en el Venezia de la Serie B, club que dirigió durante una temporada.
El 19 de agosto de 2020, fue nombrado nuevo entrenador del Empoli de la Serie B. En su nuevo club ganó la Serie B 2020-21 y el ascenso a la Serie A. Sin embargo, el 16 de junio de 2021 aceptó la oferta de dirigir al Sassuolo tras la salida de Roberto De Zerbi. Después de guiar al club a dos puestos consecutivos en la mitad de la tabla de la Serie A, fue despedido el 25 de febrero de 2024 tras una serie de resultados negativos que dejaron a los neroverdi en las últimas posiciones de la liga.
En junio de 2024, fue confirmado como entrenador del Palermo y firmó un contrato multianual. Bajo su cargo, el equipo alcanzó el octavo puesto en la Serie B y fue eliminado por la Juve Stabia en la ronda preliminar de los play-offs. El 15 de junio de 2025, su contrato fue rescindido tras la finalización de la temporada.

## Clubes

### Como jugador
| Club          | País   | Año       |
| ------------- | ------ | --------- |
| Siena         | Italia | 1999-2000 |
| Voghera       | Italia | 1999-2000 |
| Voghera       | Italia | 2000-2005 |
| Varese        | Italia | 2005-2007 |
| Tritium       | Italia | 2007-2008 |
| Ivrea         | Italia | 2008-2009 |
| Tritium       | Italia | 2009-2012 |
| Sambonifacese | Italia | 2012-2013 |
| Verbania      | Italia | 2013      |
| Olginatese    | Italia | 2013-2014 |

### Como entrenador
| Club        | País   | Año       |
| ----------- | ------ | --------- |
| Olginatese  | Italia | 2014      |
| Borgosesia  | Italia | 2015-2017 |
| Fiorenzuola | Italia | 2017-2018 |
| Imolese     | Italia | 2018-2019 |
| Venezia     | Italia | 2019-2020 |
| Empoli      | Italia | 2020-2021 |
| Sassuolo    | Italia | 2021-2024 |
| Palermo     | Italia | 2024-2025 |

## Palmarés

### Títulos nacionales
| Título  | Club   | País   | Año     |
| ------- | ------ | ------ | ------- |
| Serie B | Empoli | Italia | 2020-21 |